# Иона (Игрушкин)
Епископ Иона (в миру Иоанн Антипович Игрушкин; 3 июня 1943, село Слава Черкесская, Тулча — 2017, хутор Новопокровский) — епископ старообрядческой Курской епископии с титулом епископ Ахтарский и Азово-Черноморский.

## Биография
Родился 3 июня 1943 года в селе Слава Черкесская, Тульчинского уезда в Румынии в старообрядческой семье Антипа Ермолаевича и Капитолины Варфоломеевны Игрушкиных.
В 1947 году семья Игрушкиных переехала в СССР, где поселилась в деревне Сергеевка Херсонской области, а позднее обосновалась на Кубани. В хуторе Ново-Покровский мальчик окончил семилетнюю школу и до 2003 года трудился на различных должностях. В мае 2004 года овдовел.
14 октября 2006 года в храме Покрова Пресвятой Богородицы хутора Ново-Покровский Приморско-Ахтарского района Краснодарского края в день престольного праздника епископ Курский Аполлинарий (Дубинин) и епископ Екатеринодарский и Кавказский Анастасий (Шистеров) с согласия Архиепископа Тульчинского и всея Румынии Евмения (Титова) совершили архиерейскую хиротонию Ионы (Игрушкина) во епископ Ахтарского и Азово-Черноморского.
14 октября 2009 года на хуторе Новопокровском под председательством епископа Ионы (Игрушкина) состоялся собор части Курской епископии, на котором епископы Аполлинарий (Дубинин) и Анастасий (Шистеров) были соборно запрещены в служении за безответственное отношение к своим архипастырским обязанностям и светский образ жизни. В тот же день на курский приход епископ Иона (Игрушкин) рукоположил священника.
В согласии с Ионой (Игрушкиным) находятся священники Полиект Ефимов, Георгий Ефимов, Григорий Ефимов, Андрей Шамов и диакон Михаил Абакунчик.